# Mesosetum
Mesosetum és un gènere de plantes de la família de les poàcies, ordre de les poals, subclasse de les commelínides, classe de les liliòpsides, divisió dels magnoliofitins.

## Taxonomia
- Mesosetum acuminatum Swallen
- Mesosetum aequiglume Swallen
- Mesosetum alatum Filg.
- Mesosetum altum Swallen
- Mesosetum annuum Swallen
- Mesosetum arenarium Swallen
- Mesosetum gibbosum Renvoize et Filg.
- Mesosetum latifolium Swallen
- Mesosetum multicaule Mez
- Mesosetum penicellatum Mez
- Mesosetum pubescens Swallen
- Mesosetum tenuifolium Swallen
- Mesosetum wrightii Hitchc.

(vegeu-ne una relació més exhaustiva a Wikispecies)

## Sinònims
Bifaria (Hack.) Kuntze, 
Peniculus Swallen.